# Долина (Ядринський район)
Доли́на (рос. Долина, чув. Долина) — присілок у Чувашії Російської Федерації, у складі Іваньковського сільського поселення Ядринського району.
Населення — 43 особи (2010; 40 в 2002, 87 в 1979, 152 в 1939, 123 в 1926, 68 в 1897, 37 в 1858).

## Історія
Історична назва — Волча Долина. Заснований 19 століття як виселок присілку Нікітіна (нині у межах міста Ядрін). До 1861 року селяни мали статус поміщицьких (Каратаєві), займались землеробством, тваринництвом. У 1920-ті роки діяла початкова школа. 1930 року створено колгосп «Долина». До 1927 року присілок перебував у складі Балдаєвської, Ядринської, Слободо-Стрілецької та Малокарачкінської волостей Ядринського повіту. Після переходу 1927 року на райони — у складі Ядринського району.